# ジャッチャーノ・コン・バルケッラ
ジャッチャーノ・コン・バルケッラ（伊: Giacciano con Baruchella）は、イタリア共和国ヴェネト州ロヴィーゴ県にある、人口約2,000人の基礎自治体（コムーネ）。

## 地理

### 位置・広がり

#### 隣接コムーネ
隣接するコムーネは以下の通り。括弧内のVRはヴェローナ県所属を示す。
- バディーア・ポレージネ
- カスタニャーロ (VR)
- カステルノーヴォ・バリアーノ
- チェネゼッリ
- トレチェンタ
- ヴィッラ・バルトロメーア (VR)

### 気候分類・地震分類
ジャッチャーノ・コン・バルケッラにおけるイタリアの気候分類 (it) および度日は、zona E, 2355 GGである。
また、イタリアの地震リスク階級 (it) では、zona 3 (sismicità bassa) に分類される。

## 行政

### 分離集落
ジャッチャーノ・コン・バルケッラには、以下の分離集落（フラツィオーネ）がある。
- Baruchella (sede comunale), Giacciano, Zelo

## 姉妹都市
- Ludza、ラトビア